# Juliet Mitchellová
Juliet Mitchellová (* 1940) je britská psychoanalytička a feministka. Narodila se na Novém Zélandu, ale převážnou část života působila ve Velké Británii, stala se profesorkou psychoanalýzy a gender studies na univerzitě v Cambridge a ředitelkou doktorského programu psychoanalýzy na University College v Londýně.
Její nejvýznamnější prací je kniha Psychoanalysis and Feminism. Freud, Reich, Laing and Women, kterou vydala roku 1974. Ta je považována za přelom ve vztahu psychoanalýzy a feminismu v anglosaském světě (francouzské feministky psychoanalýzu objevily již dříve, prostřednictvím lacanismu). Tento vztah byl v minulosti vnímán jako nepřátelský a nesmiřitelný, a to kvůli Freudově patriarchální orientaci, falocentrismu a nepěkným poznámkám na adresu feminismu ve Freudově díle, ale také kvůli brutální kritice psychoanalýzy ze strany zejména amerických feministek. Mitchellová začala vztah psychoanalýzy a feminismu promýšlet nově, podle ní musejí feministky právě psychoanalýzu použít k pochopení, jak se konstruuje identita a sexualita, pokud chtějí v těchto oblastech provádět změny a docilovat pokroku.
Mitchelová se domnívá, že změnami ve výchově dětí lze odstranit oidipovský a kastrační komplex z dětského vývoje, a tím i společenské znevýhodnění ženy.